# Textile Tradition der Atoin Meto

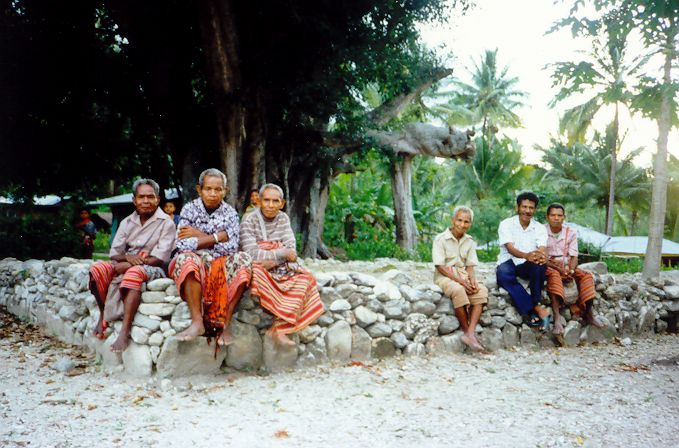
Alltags- und Ritualkleidung, Kuan Fatu, Westtimor, 1992

In der Kultur der Atoin Meto verfügen Männer und Frauen über unterschiedliche künstlerische Ausdrucksformen zur Darstellung ihrer kulturspezifischen Weltanschauung: Männern obliegt die Komposition mündlicher Poesie, deren charakteristisches Merkmal ein durchgehender grammatischer Parallelismus ist.
Frauen dagegen bedienen sich einer non-verbalen Symbolik, die die Motivik der textilen Tradition bereitstellt, und verarbeiten diese in prächtig verzierter Tracht. Ein wesentlicher Zweck dieser Kleidung besteht darin, in allen formellen Situationen zur Schau gestellt zu werden.

## Kleidung

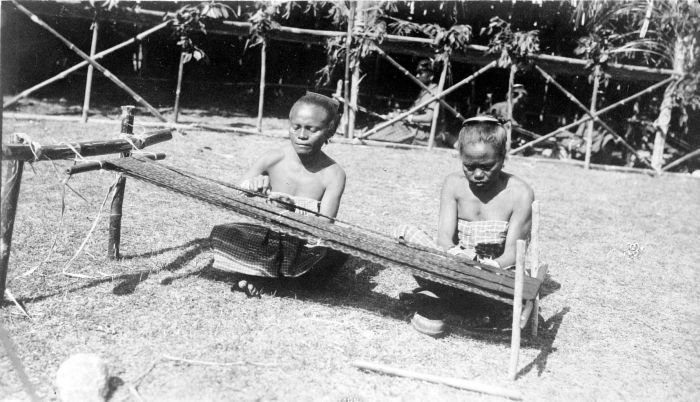
Weberinnen in Westtimor, erste Hälfte des 20. Jahrhunderts

Die Textilien jeder Kultur gliedern sich generell in Alltagstextilien und in Ritualtextilien. Während die Alltagstextilien in Westtimor sich heute nicht mehr von westlicher Kleidung unterscheiden, verwenden die Atoin Meto traditionelle Textilien, die als Ritualtextilien (Festkleidung, Trauerkleidung, Zeremonialkleidung) bezeichnet werden können. Während sich Alltagskleidung durch eine instrumentale Funktion auszeichnet, liegt der Fokus der Ritualkleidung auf einer expressiven Funktion, vor allem durch die oft äußerst aufwendigen Musterungen der textilen Fläche dieser Gewebe.
Die Atoin-Meto-Weberinnen produzieren für ihren eigenen Bedarf hauptsächlich drei unterschiedliche Arten verzierter Kleidung, die sie als ein überliefertes Repertoire betrachten:
- den großen und längsrechteckigen mau naek, ein Umschlagtuch, die Kleidung des Mannes,
- den röhrenförmigen tais, den die Frau trägt, den indonesischen Sarong,
- den schmalen, mau ana genannten Schal, dessen Auftreten in Timor auf westindonesische bzw. javanische Einflüsse zurückgeführt werden kann, sowie
- die einzelnen Textilien, die zusammengenommen das Ornat des Krieger-Kopfjägers (meo) der Vergangenheit bilden.

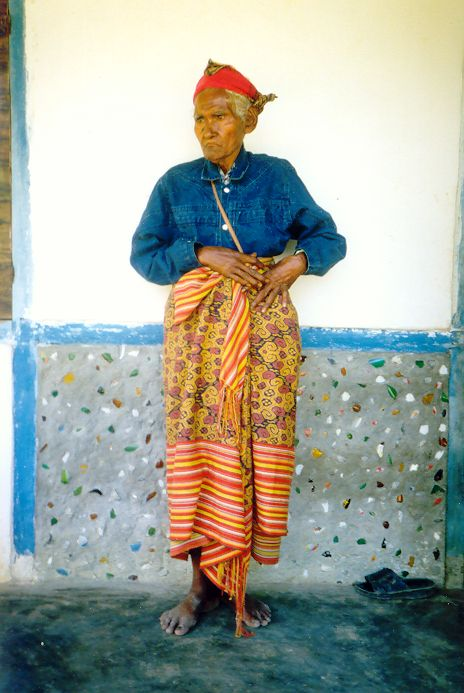
Männerkleidung, Niki Niki Un, Zentral-Amanuban, 1992

In Amanuban ist die gerade vorgestellte Kleidung hauptsächlich mit Ikatmotiven (futus) verziert. Die ebenfalls bekannte Kettentechnik (lotis) zur Verzierung der Gewebe erfreut sich erst neuerdings, vor allem im städtischen Milieu, immer größerer Beliebtheit. Zusätzliche Verzierungstechniken (buna`) wie broschierte Mustereinträge (saeb) und Zwirnbinden des Eintrags (ala`) spielen eine sekundäre Rolle im Zusammenhang mit ikatgemusterter Kleidung. Die einzelnen Kleidungsstücke des meo-Ornats stellen in diesem Repertoire Kleidung der Vergangenheit dar, die heute eher aufbewahrt als getragen wird.
Die im ländlichen Milieu alltäglich vom Mann getragene Kleidung ist der um die Hüften gewickelte mau naek und das einfarbige oder bedruckte T-Shirt bzw. das farbig gemusterte Hemd mit kurzem Arm. Den Kopf schmückt und schützt der unvermeidliche, ebenfalls westliche Hut mit beliebig breiter Krempe. Die Haare sind entsprechend westlicher Manier kurz geschnitten. Der früher obligatorische Haarknoten (bu`it), der den Hinterkopf des Mannes zierte, ist heute völlig verschwunden.
Die Frau trägt im Alltag den pan-indonesischen Sarong, in Westtimor lipa genannt, ein T-Shirt oder eine nicht mehr neue Bluse (kebaya). Die langen Haare sind zu einem Nackenknoten (bu`it) geschlungen, entweder verknotet oder traditionell mit einem Kamm (so`it), heute mit einer Haarnadel oder einem Kugelschreiber fixiert.
Das Tragen von Schuhwerk ist für beide Geschlechter unüblich. Nur selten sieht man die heute im westlichen Indonesien unvermeidlichen Plastiksandalen.

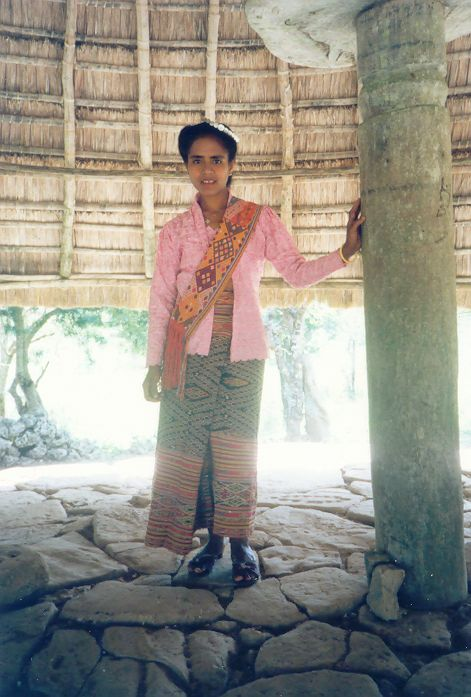
Frauenkleidung, Tetaf, West-Amanuban, 1991

Anders als im Alltag gelten für alle formellen Situationen (Markt, Fest, Ritual, Kirche) Kleidernormen, die als das Tragen von Tracht bezeichnet werden. Die adatgemäße Tracht des Mannes setzt sich aus den folgenden Elementen zusammen:
- aus dem um die Stirn gebundenen Kopftuch (piul nakaf), einem quadratischen, auf dem Markt gekauften Batiktuch, welches so gefaltet wird, dass an den Schläfen oder am Hinterkopf ein hornartiger Zipfel nach oben zeigt,
- aus einem weißen Hemd mit kurzem Arm (fanu),
- aus zwei, übereinander getragenen mau naek: dem Unterkleid (mau pinaf), das in Amanuban bis weit über die Wade reicht, das in Molo direkt unter dem Knie, in Amanatun kurz über dem Knie endet; dem Oberkleid (mau fafof), das doppelt oder mehrfach gefaltet um die Hüfte gelegt wird und das den oberen Teil des unteren mau naek bedeckt, sowie
- aus der über einer Schulter getragenen Tasche für Betel und andere Dinge des persönlichen Bedarfs (aluk).

In Höhe der Hüften wird der mau pinaf mit mehreren, übereinanderliegenden Gürteln (pilu) befestigt. Als untersten Gürtel trägt der Mann den weißen und unverzierten piul muti, darüber mindestens einen, gewöhnlich jedoch zwei oder drei piul saluf. Piul saluf nennt man diese Gürtel aus Baumwolle, da ihre beiden Enden in breiten, saeb-verzierten Fransen auslaufen (saluf, zerrissen, zerfetzt). Mehrere, an beiden Unterarmen getragene Armbänder (niti) aus Silber oder Messing runden die Tracht von Mann und Frau ab. Arm-, Bein- und Brusttätowierungen sieht man nur noch bei sehr alten Menschen.
Die Tracht der Frau besteht aus der pan-indonesischen Bluse (kebaya) sowie aus dem röhrenförmigen tais, der ihr bis hinunter auf die Füße fällt. Über diesem tais trägt die Frau einen neuen, kaum getragenen lipa, der ihr selbstgewebtes Kleidungsstück so weit bedeckt, dass gerade noch dessen unterer Saum sichtbar ist. Lose über eine Schulter gehängt oder als Schärpe über der Hüfte mit einer Sicherheitsnadel befestigt, trägt sie den schmalen mau ana. Silberne Armreife und Gürtel (fut noni), orangefarbene inuh (Korallen)-Ketten, Ringe (kleni) und Ohrgehänge (falo) sowie der oft silberbesetzte Kamm (so`it), der im Haarknoten oder über der Stirn in das Haar gesteckt wird, bilden den üblichen Schmuck. Schuhwerk ist wiederum für beide Geschlechter unüblich.
Im städtischen Milieu sind – je nach Zugehörigkeit zu einer sozialen Schicht, gesellschaftlichen Position oder formellen Situation – die gerade für die ländliche Bevölkerung beschriebene Kleidung oder alle daraus möglichen Kombinationen üblich. Moderne Städter tragen heute Hose, dazu ein Hemd oder ein T-Shirt bzw. Rock und Bluse, vor allem dann, wenn es sich um Beamte oder Lehrer handelt oder wenn sie sich, besonders in jungen Jahren, westlichen Einflüssen öffnen. Aus ikatverzierten, geschneiderten Stoffen hergestellte, kurzärmelige Jacketts dienen im Beamtenmilieu, ähnlich wie das Batikhemd in Java, als sozial differenzierende Uniform. Europäische Jacketts, die zusammen mit weißem Hemd und dem mau naek getragen werden, erfreuen sich heute bei allen Männern, gleichgültig ob sie urban oder ländlich wohnen, großer Beliebtheit in formellen Situationen.
Im Alltag tragen heute fast nur noch die Männer die selbsthergestellten, verzierten Textilien, während die Frau, die geschickte und kenntnisreiche Produzentin dieser Textilien, es bevorzugt, sich in den importierten pan-indonesischen Sarong zu hüllen (lipa). Nur während formeller Situationen bekleidet auch sie sich mit dem traditionellen tais. Im Alltag ist es für den außerhalb von Haushalt und Weiler seinen Aufgaben nachgehenden Mann von weitaus größerer Bedeutung, auf speziell gemusterte Textilien zurückgreifen zu können, da diese in der Lage sind, seine territoriale Zugehörigkeit auszudrücken. Die unterschiedliche Tragart sowie die unterschiedliche Motivik der Atoin-Meto-Textilien der einzelnen, ehemals politisch autonomen Territorien, besitzen die Funktion eines „ethnic markers“ für diese Kultur, eines Labels mit Wiedererkennungswert, das je nach Kontext eine interne sowie  auch eine externe, territoriale, soziale oder politische Differenzierung ermöglicht.

## Funktion
Die Ritualtextilien der Atoin Meto weisen auf die Verbindung des Trägers mit einer bestimmten Situation (Ritual), auf einen bestimmten Status (Alter, Geschlecht, Wohlstand), auf die Zugehörigkeit zu einer bestimmten Gemeinschaft (eine soziale oder politische Gruppe) oder auf bestimmte weltanschauliche Vorstellungen (religiöse und moralische Überzeugungen) hin. In den sogenannten alt-indonesischen Kulturen, zu denen die der Atoin Meto gehört, ist die Produktion von Ritualtextilien eine Angelegenheit der Frau. In den weiblichen Bereich fallen alle mit der Handweberei verbundenen Arbeiten wie die Materialgewinnung, die Materialvorbereitung und die Materialverarbeitung. Vom gesellschaftlichen Ideal der geschlechtlichen Rollen- und Arbeitsteilung abweichend, ist es in Westtimor jedoch auch homophilen Männern gestattet, Gewebe herzustellen. Generell ist der Mann aber aus dem gesamten Bereich der Textilproduktion ausgeschlossen. Diese in der Arbeitsteilung auftretende Polarität weiblich- männlich spielt auch in anderen Aspekten der Weltanschauung der Atoin Meto eine bedeutende Rolle. In indonesischen Kulturen sind Gewebe generell weiblich klassifiziert. In den streng ritualisierten Tauschtransaktionen zwischen Frauengebern und Frauennehmern, während der Lebenszyklusrituale der Atoin Meto, Geburts-, Heirats- und Totenrituale, gelten Textilien als weibliche Gaben. Die sonst in den meisten indonesischen Kulturen relativ rituallosen Frauen besitzen und vollziehen die Rituale, die mit der Herstellung dieser Textilien zusammenhängen, ohne die Mitwirkung der Männer.
Ritualtextilien sind in der Kultur der Atoin Meto durch vier Kriterien definierbar:
- durch ihre zeitraubende Herstellung aufgrund komplizierter Verzierungstechniken;
- durch die Einhaltung ritueller Vorschriften während ihrer Herstellung;
- durch ihre besondere Funktion in den sozialen Beziehungen zwischen einzelnen Gruppen, besonders in Phasen des Lebenszyklus;
- durch ihre Verwendung in einer besonderen, den Alltag aufhebenden Situation.

Die spezifische Ausdrucksfähigkeit der Musterungssysteme dient weniger dem ästhetischen Genuss des Betrachters, sondern ist identitätsstiftend und ganz auf Wiedererkennung und Symbolisation kulturspezifischer Überzeugungen angelegt. Die in äußerst komplizierten Verzierungstechniken hergestellten Motive erhalten so die Funktion von Zeichen (mit symbolischer Bedeutung), die auf die Zugehörigkeit der Träger dieser Textilien zu einer bestimmten Situation, einer bestimmten Gruppe oder einer bestimmten Vorstellung verweisen.

## Ikonographie

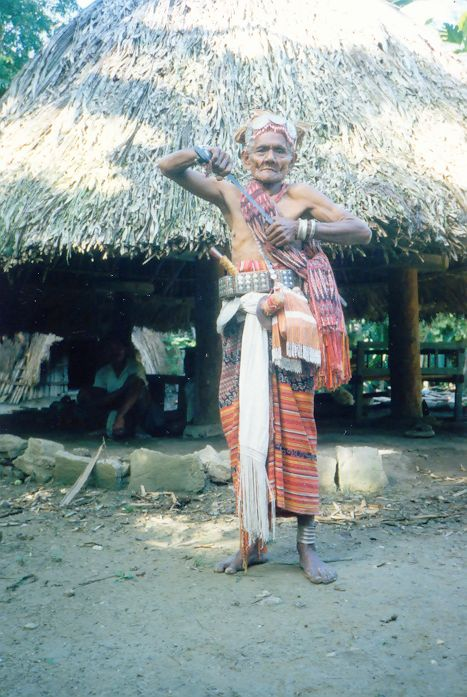
Kopfjäger-Ornat, Toi Anas, Nord-Amanatun, 1992

Für die Musterung ihrer Textilien verwenden die Atoin Meto ein äußerst umfangreiches Repertoire eines Motivs, das durch seine Hakengestalt auffällt. Vielfältig variiert ist es integrierter Bestandteil aller textilen Motive der Atoin Meto, gleichgültig ob die Musterung in Ikat- oder Kettentechnik ausgeführt ist. Das Besondere an dieser Ikonographie ist, dass sich alle Motive auf die Basisgestalt eines Hakens (`kaif) reduzieren lassen.
Die textile Motivik der Atoin Meto verwendet das `kaif-Element nicht nur für die Darstellung abstrakter, geometrischer Motive, sondern dieses Verzierungselement dominiert auch die zweite große Motivgruppe der Atoin-Meto-Kleidung, die die Gestalt des Krokodils (kauna) unterschiedlich variiert darstellt. Als kauna bezeichnen die Atoin Meto all die Tiere, die nur kurze Beine zur Fortbewegung benutzen oder auf dem Bauch kriechen. Vertreter dieser Gattung sind das Krokodil (besimnasi), der Gecko (teke) und andere Eidechsen, Schlangen, der Aal, Fische, Würmer und Raupen. Ein zusätzliches Kriterium, das die kauna-Gattung um den Skorpion (kbiti) und verschiedene Giftspinnen erweitert, ist die relative Gefährlichkeit und Bösartigkeit, die diesen Tieren zugeschrieben wird.
Die Beziehungen, die zwischen den beiden Motivgruppen `kaif und kauna bestehen, weisen nicht nur auf die formal und inhaltlich ähnliche Gestalt und Semantik der Motive hin, sondern auch auf die identische Funktion so verzierter Kleidung. Das Bild des rückwärts weisenden Hakens verfügt über die Macht, etwas oder jemanden in seinen Bann zu ziehen, um es zu manipulieren. Die Spekulationen über den Ursprung ergreifender Mächte führt zu Bildern und zur Darstellung dieser Mächte in textilen Motiven.
Die Funktion hakenverzierter Kleidung besteht in der Kultur der Atoin Meto darin, die leibliche Unversehrtheit des Benutzers dieser Kleidung zu schützen. Qua Motivik grenzt er eine bestimmte Kategorie ergreifender Mächte aus, die versuchen, sich unkontrolliert seiner zu bemächtigen. Die Allgegenwart von Hakenmotiven auf der Kleidung garantiert dem Einzelnen die Verfügungsgewalt über den eigenen Leib. Die ergreifenden Mächte werden als feindlicher Kopfjäger, als ein Schadenzauber aktivierender Widersacher, als Krokodil oder Python, die einzigen dem Menschen gefährlich werdenden Tiere Timors, vorgestellt. Sie können aber auch als unpersönliche, an bestimmten Orten in der Luft liegende Atmosphäre, Ausdünstung, fluoreszierendes Schimmern oder Leuchten auftreten. Insgesamt handelt es sich um Gefühle der Angst und des (Er)Schreckens, der Furcht und der Unbehaglichkeit, der Unsicherheit und der Unerklärbarkeit von Phänomenen der Umgebung.
Auf der Kleidung der Atoin Meto erscheinen sie als abstraktes, hakentragendes Rautenmotiv oder als stilisierte Abbildung eines Krokodils mit hakenbewehrtem Schwanz. In all diesen textilen Motiven repräsentiert das Symbol des Hakens auf metonymische Weise Gefühle der Angst und des Schreckens vor anziehenden, bannenden Mächten, die im ungeschützten Draußen der Welt als schlimmer Tod, als lauerndes Krokodil oder als gegen ihn gerichtete Magie gegenwärtig sind. Das Bewusstsein dieser Gefahren führt zu der Annahme von der Existenz ergreifender und ziehender Mächte, die ihn zum Spielball ihres Willens machen.